# Colonia Utopía

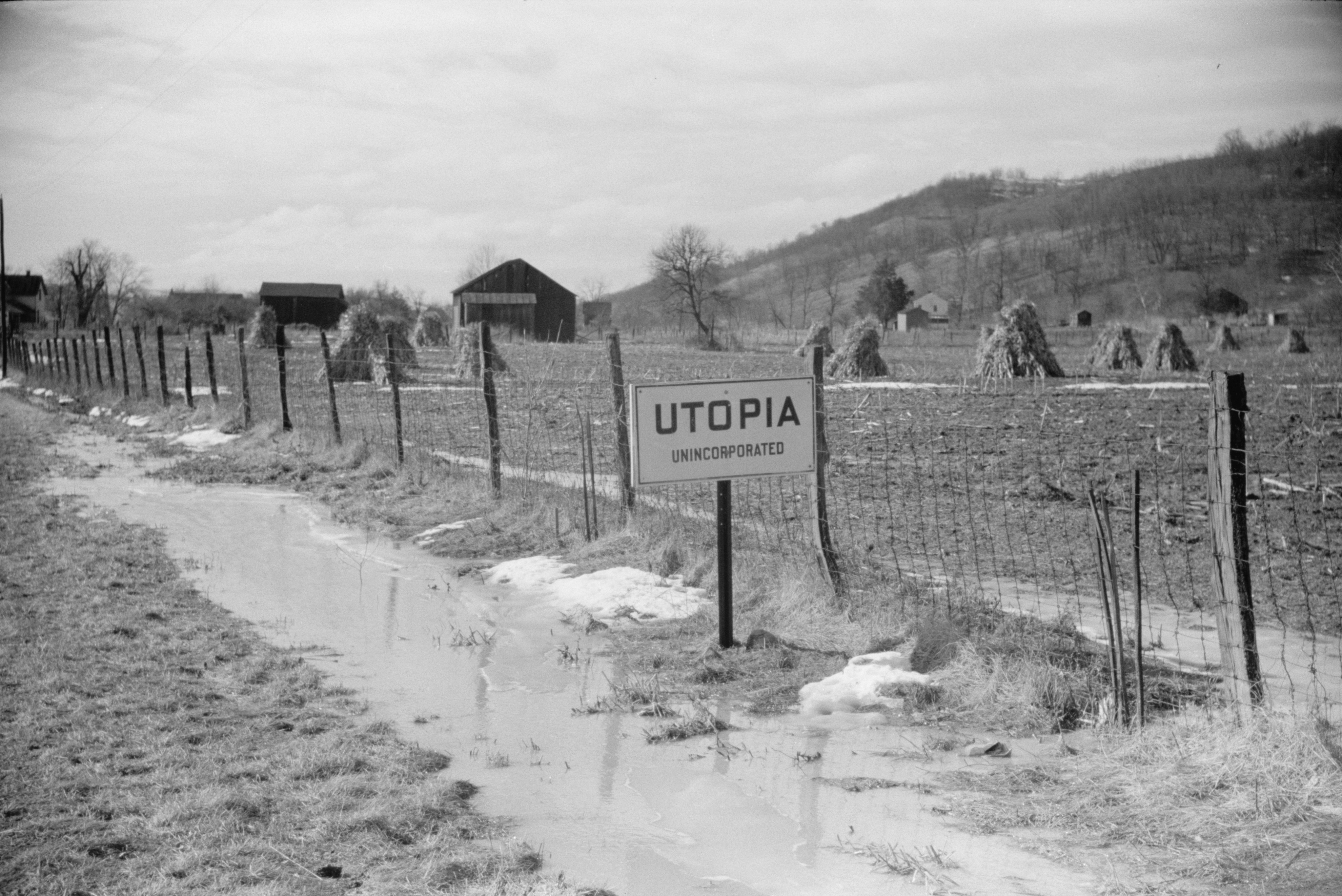
Utopia, Ohio, fotografiada por Arthur Rothstein, 1940.

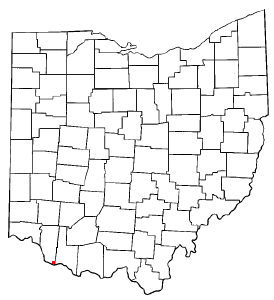
Localización de Utopia, Ohio.

Utopía fue una comuna anarcoindividualista comenzada en 1847, por Josiah Warren y asociados a él, en los Estados Unidos en un terreno de aproximadamente 30 millas en la esquina sudeste del condado de Clermont (Ohio) (en la actualidad pasa por allí la Ruta interestatal 52). Fundada con la intención de probar y practicar la armonía existente entre la más amplia libertad individual y la equidad y justicia social, donde la propiedad esté basada en el trabajo y así no se convierta ni en monopolio ni en capitalismo. Para la admisión a la comunidad se requería la invitación personal de los primeros fundadores, teniendo presente la afirmación de Warren que decía que la libertad individual más valiosa es "la libertad para elegir con quien asociarse en cualquier momento". La tierra no era poseída comunalmente sino individualmente, con lotes comprados y vendidos al precio de costo, tal como era requerido por el arreglo contractual. La economía de la comunidad era un sistema basado en la propiedad privada dentro una economía de mercado mutualista donde el trabajo era la base del valor cambiario. Bienes y servicios eran comerciados mediante notas de trabajo. A mediados de los años 1850s, la comunidad tenía cuarenta edificios, donde cerca de la mitad eran de naturaleza industrial, había también dos tiendas de tiempo.
El impacto de la guerra civil estadounidense, los elevados precios de los alrededores que hicieron difícil la expansión, y la condición de ser invitado por los fundadores originales son mencionados como factores que finalmente condujeron a la disolución del proyecto. A pesar de esto, en 1875 la mayoría de los ocupantes originales continuaban en el lugar, y muchos de los negocios del área seguían siendo manejados con bonos de trabajo. En esos tiempos, el área se había comenzado a llamar Smith´s Landing.
Warren dejó Utopía un año después de su fundación para analizar y asistir en el levantamiento de otras comunas. La más significante de estas fue Tiempos Modernos. A veces regresaba ocasionalmente, su última visita fue en el invierno de 1855-1856, donde estuvo complacido de los resultados hasta ese momento. 

## Geografía
Utopia está ubicada en la orilla norte del río Ohio en la esquina sureste del condado de Clermont, en el suroeste de Ohio. Se encuentra a lo largo de la ruta 52 de los EE. UU.

## Galería

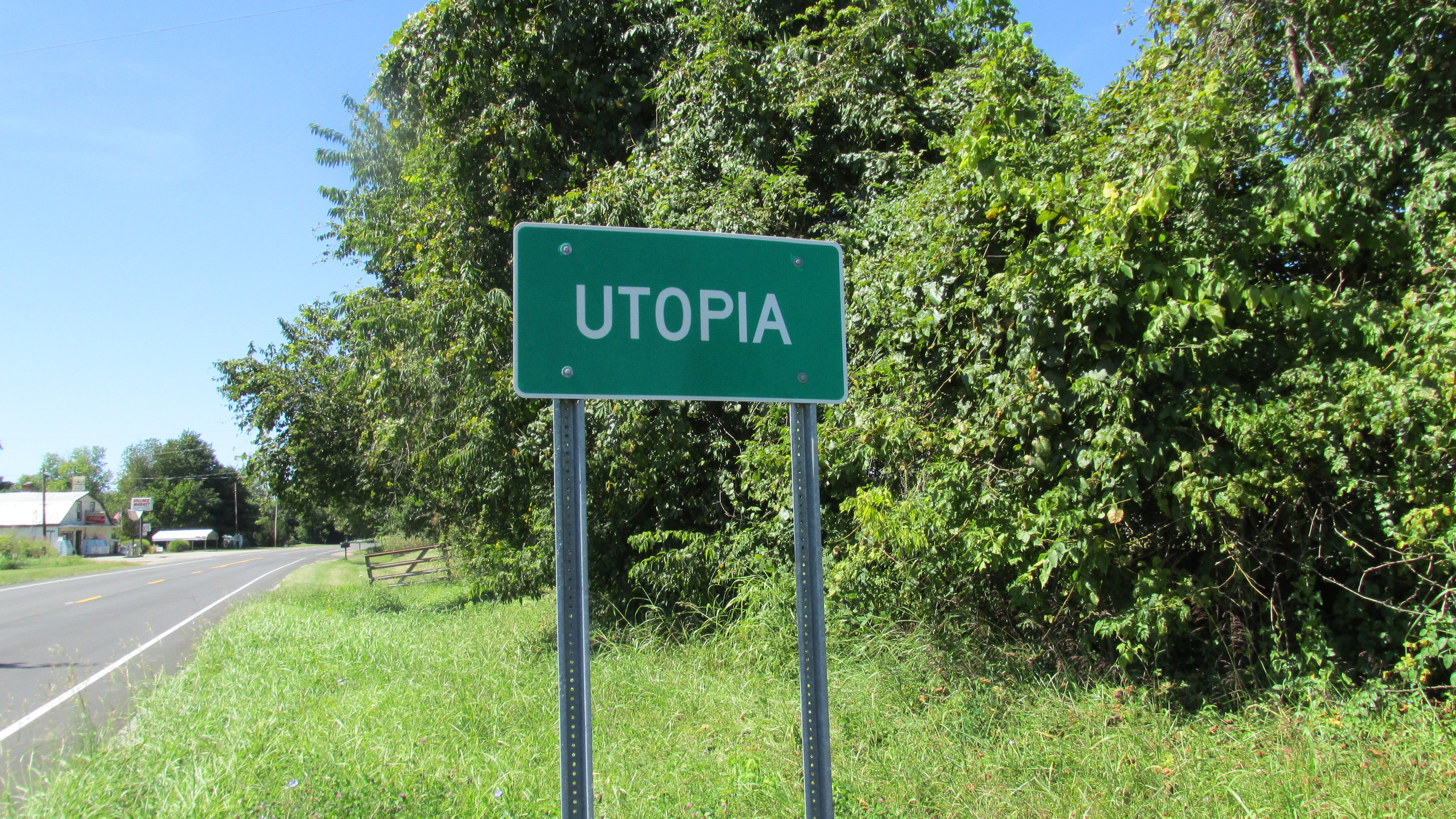
Signo de la comunidad de utopía
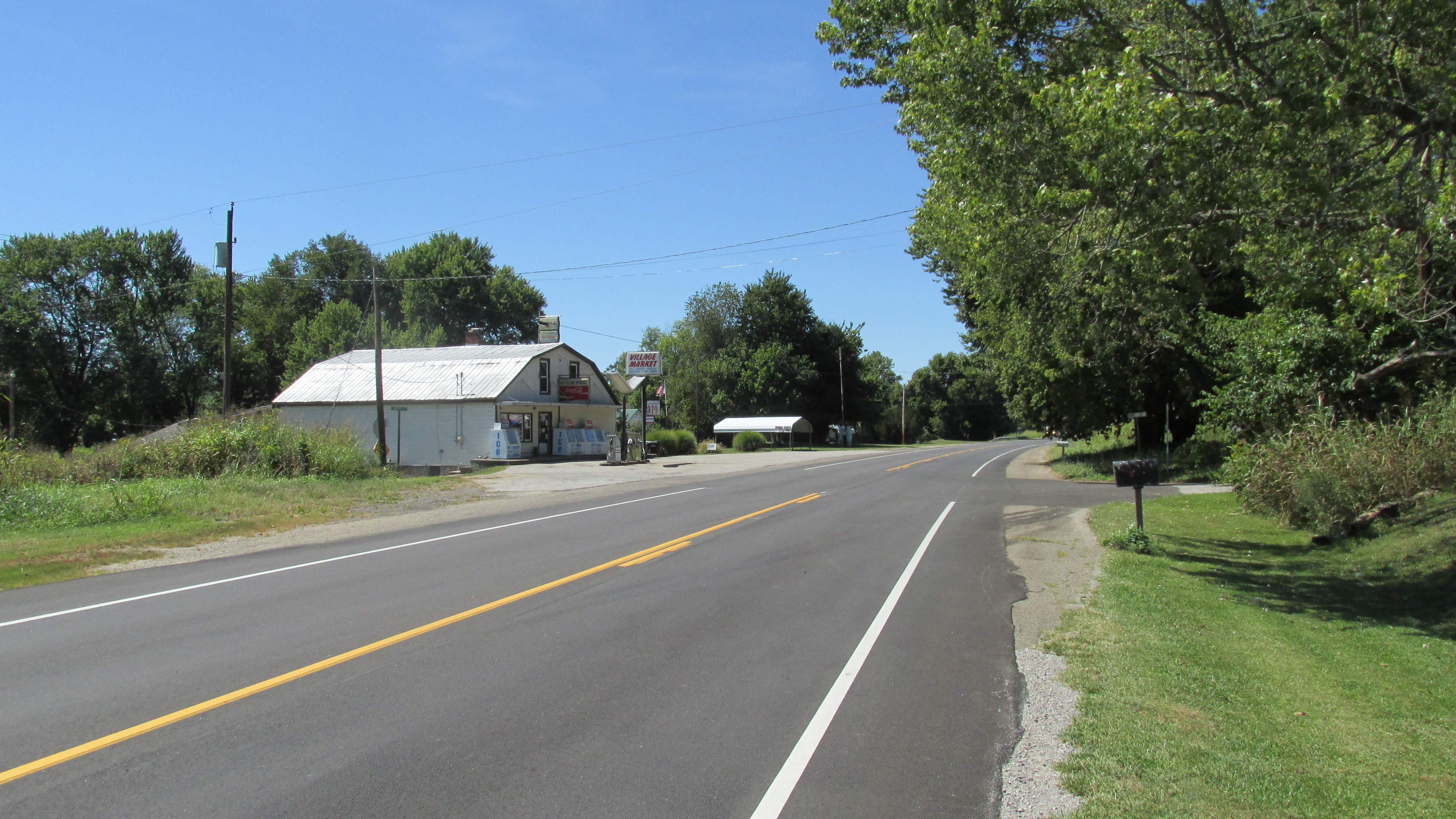
Mirando hacia el oeste por la autopista US 52 en Utopia
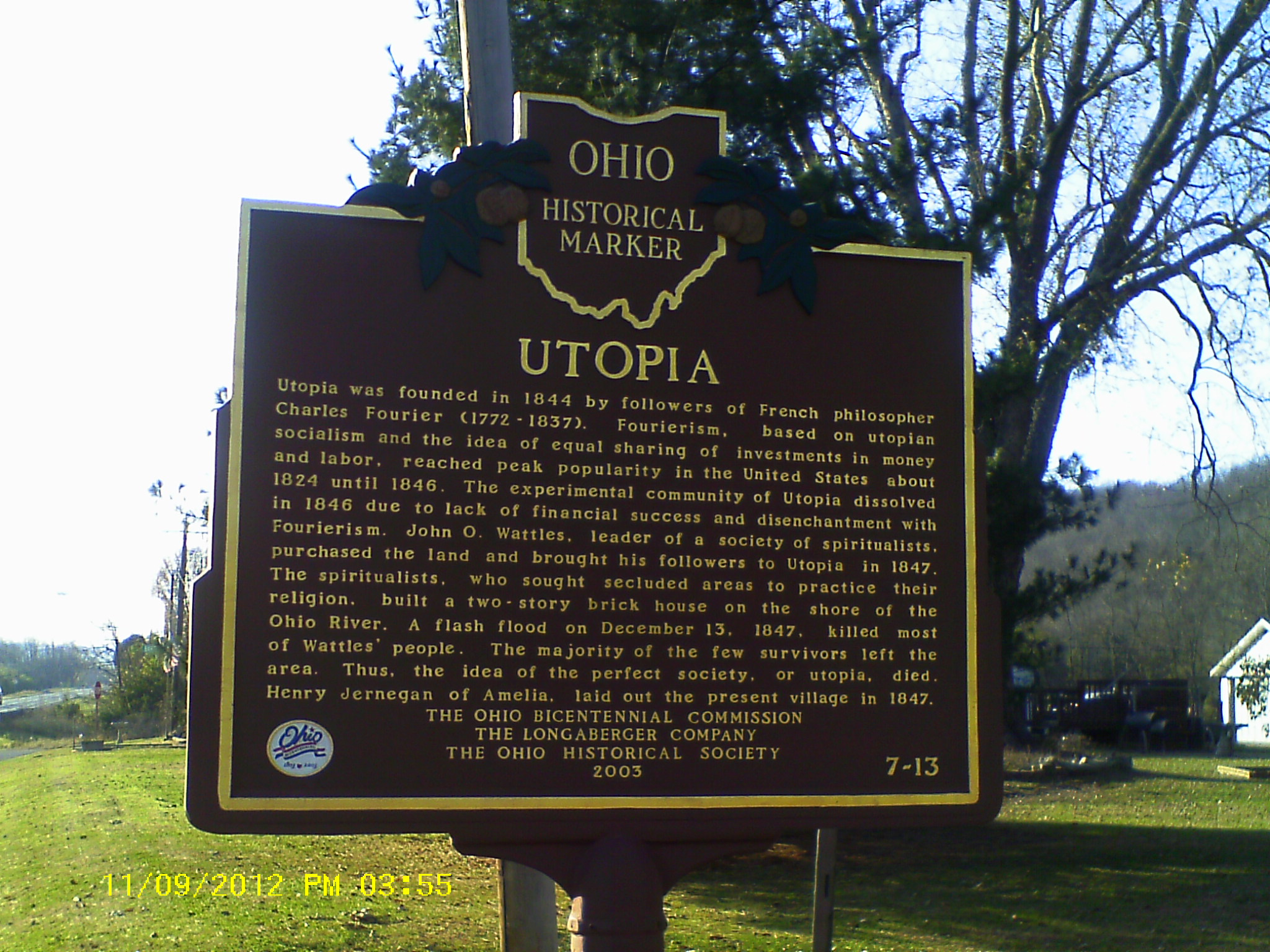
Marcador histórico de Ohio en la autopista 52 de EE. UU.